# Urophora shatalkini
Urophora shatalkini är en tvåvingeart som beskrevs av Valery Korneyev och White 1991. Urophora shatalkini ingår i släktet Urophora och familjen borrflugor. Inga underarter finns listade i Catalogue of Life.